# Olja
Olja je žensko osebno ime.

## Izvor imena
Ime Olja je izpeljano iz ženskega imena Olga.

## Pogostost imena
Po podatkih Statističnega urada Republike Slovenije je bilo na dan 31. decembra 2007 v Sloveniji 36 oseb z imenom Olja.